# Новое Борисцево
Но́вое Бори́сцево — деревня в Торжокском районе Тверской области. Входит в состав Борисцевского сельского поселения.

## География
Находится в 2 км к юго-западу от города Торжка, на автодороге «Торжок — Луковниково — Дарьино». К югу, через ручей Дорогощин — деревня Борисцево.

## История
Деревня Новое Борисцево образовалась в 1935 году, когда новая застройка деревни Борисцево была выделена в отдельную деревню.
В 1997 году в деревне 27 хозяйств, 59 жителей.

## Население
| 1997 | 2010 |
| ---- | ---- |
| 59   | ↗78  |